# Tân Hoa nhật báo
Tân Hoa nhật báo (giản thể: 新华日报; phồn thể: 新華日報; bính âm: Xīnhuá rìbào) là tờ báo công khai đầu tiên được xuất bản tại Cộng hòa Nhân dân Trung Hoa bởi Đảng Cộng sản Trung Quốc (CCP). Nhật báo thuộc sở hữu của Ủy ban Giang Tô thuộc CCP.

## Phủ sóng
Tân Hoa nhật báo được thành lập sau của cuộc Thảm sát Nam Kinh và bắt đầu xuất bản các bản tin về hành động tàn bạo của Quân đội Nhật Bản sau tháng 1 năm 1938, đặc biệt là sau khi báo cáo của phương Tây về chủ đề này giảm dần vào tháng 2 năm 1938.